# Bzikebi
Bzikebi (Georgiano: ბზიკები, "Las avispas") es un grupo musical de Georgia formado por Giorgi Shiolashvili, Mariam Kikuashvili y Mariam Tatulasvili, todos con 10 años de edad durante el transcurso del festival de 2008. Ganaron el Festival de Eurovisión Junior 2008 en Limassol, Chipre el 22 de noviembre de 2008 con su canción "Bzz...". Durante su desempeño estaban vestidos de abejas y cantaban en un idioma artificial. Ganaron el festival con un total de 154 puntos.